# Barrie Unsworth

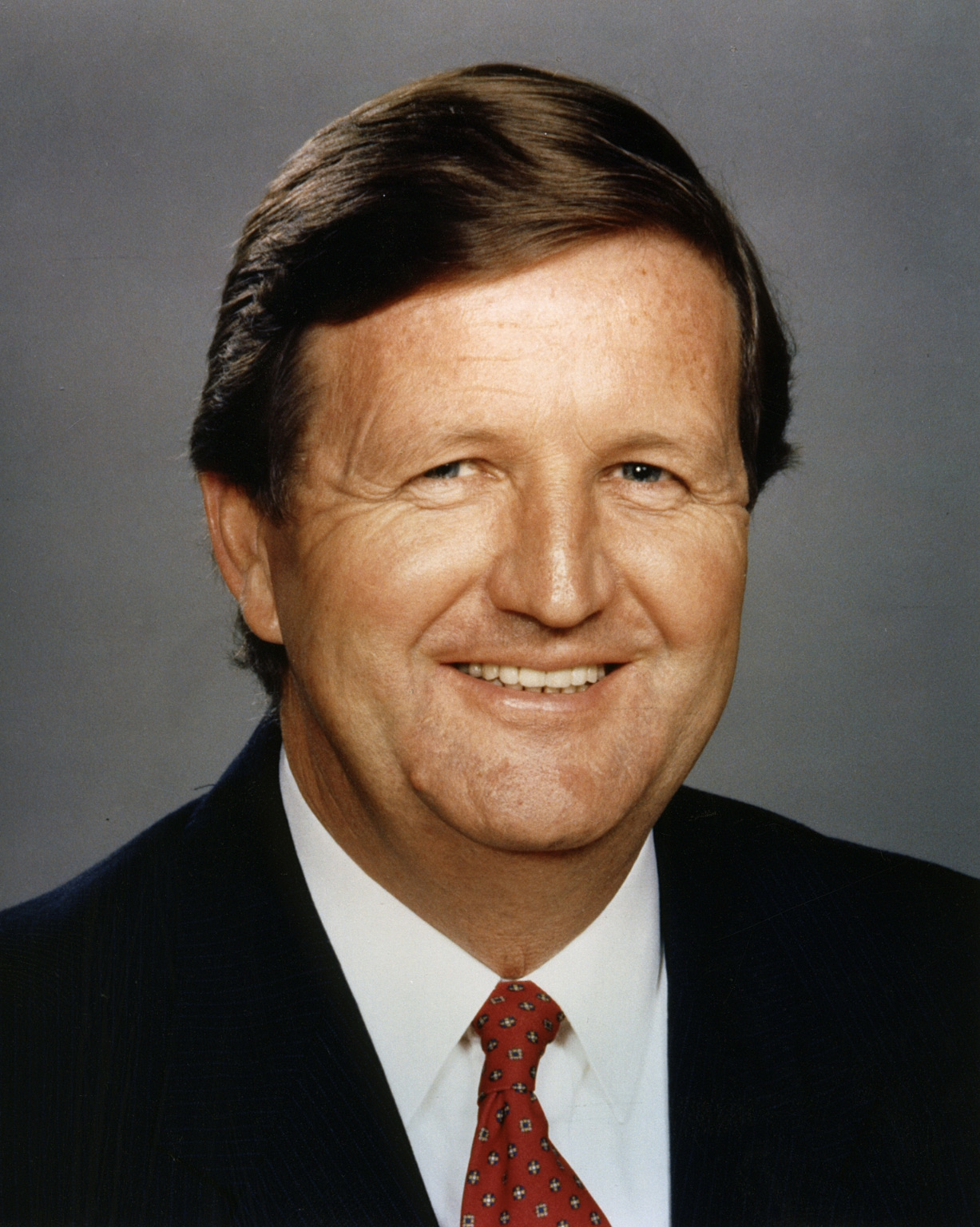
Barrie Unsworth (1987)

Hon. Barrie John Unsworth (* 16. April 1934 in Dubbo, New South Wales) ist ein ehemaliger australischer Gewerkschaftsfunktionär und Politiker der Australian Labor Party, der zwischen 1978 und 1991 Mitglied im Parlament von New South Wales sowie von 1986 bis 1988 Premier von New South Wales war. 

## Leben

### Elektroinstallateur und Gewerkschaftsfunktionär

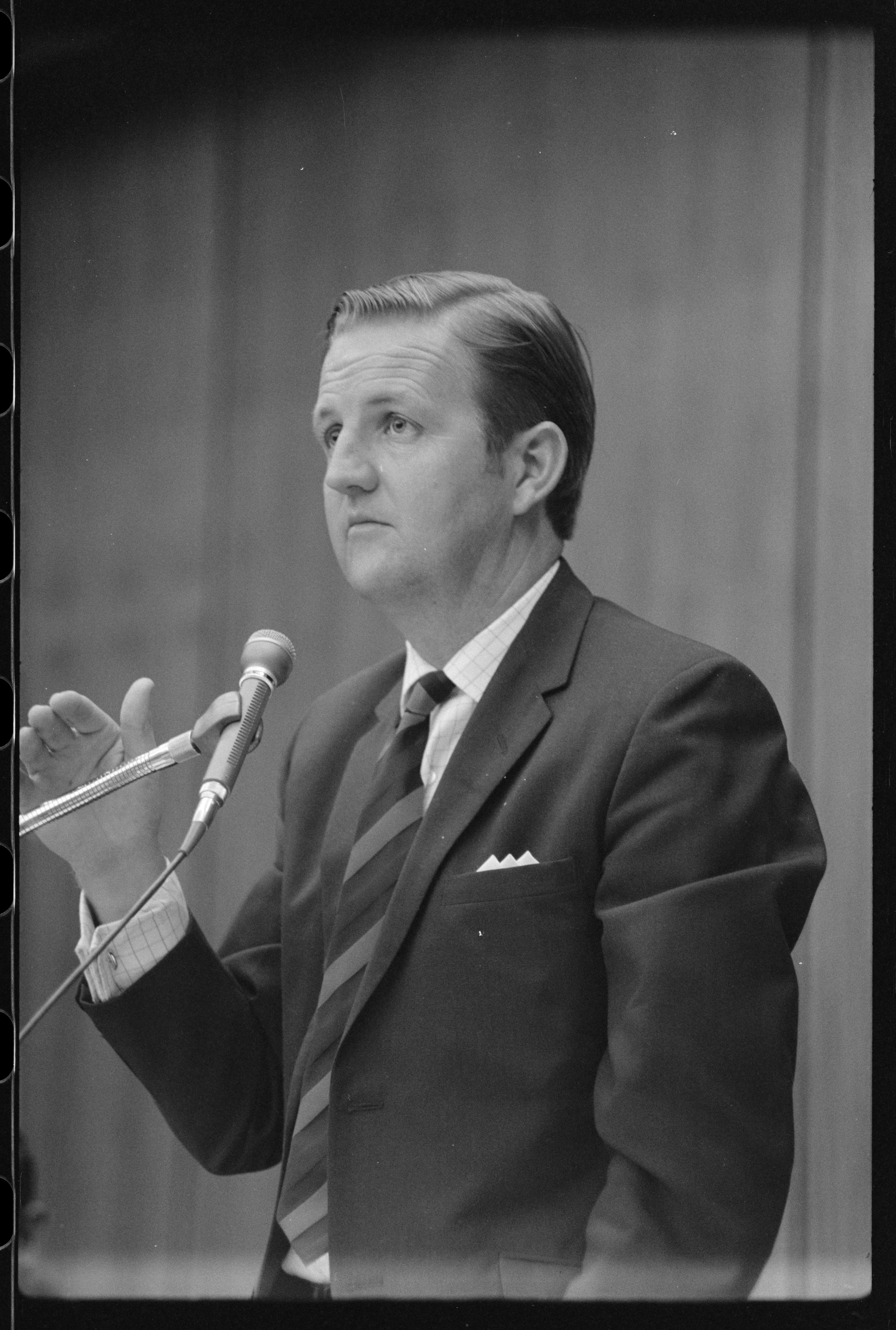
Barrie Unsworth (1972)

Barrie John Unsworth, Sohn von Joseph Unsworth und Olive Unsworth, besuchte bis 1949 die High School in Kogarah und absolvierte eine Ausbildung zum Elektroinstallateur. Er war von 1950 bis 1960 als Elektroinstallateur, Testbeamter und Verkaufsvertreter für die Elektrizitätsgesellschaft von Sydney tätig, dem Sydney County Council (SCC), und leistete in dieser Zeit zwischen 1953 und 1954 Militärdienst in der Royal Australian Navy. Er war zwischen 1960 und 1961 Technischer Vertreter für PWA-Transformatoren und danach von 1961 bis 1967 Organisator der Elektrikergewerkschaft ETU (Electrical Trades Union) in New South Wales. Während dieser Zeit absolvierte er mit finanzieller Unterstützung eines Stipendiums des Winston Churchill Memorial Trusts und des Trade Union Program  1966 ein Studienjahr an der Harvard University. 
Danach wurde er hauptberuflicher Funktionär des Gewerkschaftsbundes Labor Council of New South Wales und war zuerst von 1967 bis 1975 Organisator, daraufhin zwischen 1975 und 1979 Assistierender Sekretär sowie schließlich als Nachfolger von John Ducker von 1979 bis zu seiner Ablösung durch John MacBean 1984 Sekretär des Labor Council of New South Wales. 1971 wurde er Mitglied des Administrativkomitees der Australian Labor Party (ALP) und gehörte diesem bis 1988 an. Während der Zeit war er von 1972 bis 1975 Mitglied der Kommission für öffentlichen Transport (NSW Public Transport Commission) sowie zwischen 1973 und 1978 Mitglied der Pipeline-Verwaltungsbehörde (Pipeline Authority). 1974 nahm er als Delegierter Australiens an der His Royal Highness of Duke of Edinburgh-Studienkonferenz der Oxford University teil und fungierte zwischen 1975 und 1984 zudem als Delegierter von New South Wales der innerstaatlichen Exekutive des Australischen Gewerkschaftsrates ACTU (Australian Council of Trade Unions), dem Dachverband der Gewerkschaften, und war zudem 1978 Mitglied der Verwaltungsbehörde für Überseehandel (NSW Overseas Trade Authority). Ferner war er australischer Delegierter der Arbeitnehmerbeteiligung im Management-Konferenz der Internationalen Arbeitsorganisation ILO in Genf (1980) sowie in Den Haag (1981). Er war zudem zwischen 1982 und 1998 erst stellvertretender Vorsitzender und zuletzt Vorsitzender des australischen Exekutivkomitees der His Royal Highness of Duke of Edinburgh-Studienkonferenz.

### Mitglied des Parlaments und Premier von New South Wales
Am 6. November 1978 wurde Barrie Unsworth für die Labour Party erstmals Mitglied im Parlament von New South Wales und gehörte dem Legislativrat (New South Wales Legislative Council) als direkt gewähltes Mitglied bis zum 15. Juli 1986 an. Zugleich erhielt er auf Lebenszeit den Titel The Honourable. Im Kabinett von Premier Neville Wran bekleidete er vom 5. April 1984 bis zum 4. Juli 1986 als Vice President of Executive Council und damit als Vize-Premier und war als solcher auch als Leader of the Government in the Legislative Council zwischen dem 4. April 1984 und dem 4. Juli 1986 Vorsitzender der Regierungsfraktion in dieser ersten Kammer des Parlaments. Gleichzeitig fungierte er in Personalunion zwischen dem 5. April 1984 und dem 6. Februar 1986 erst als Verkehrsminister (Minister for Transport) sowie im Anschluss vom 6. Februar bis zum 4. Juli 1986 als Gesundheitsminister (Minister for Health).
Nach dem überraschenden Rücktritt von Neville Wran als Premier und Vorsitzender der Labour Party von New South Wales wurde Unsworth am 4. Juli 1986 Wrans Nachfolger als Premier von New South Wales sowie als Leader of the Australian Labor Party in New South Wales und behielt diese Funktionen bis zum 25. März 1988. In seinem Kabinett übernahm er zugleich vom 4. Juli 1986 bis zum 25. März 1988 ferner die Ämter als Minister für ethnische Angelegenheiten (Minister for Ethnic Affairs) und zugleich als Minister für staatliche Entwicklung (Minister for State Development).	Am 2. August 1986 wurde er durch eine Nachwahl (By-election) Mitglied der Legislativversammlung (New South Wales Legislative Assembly) und vertrat in dieser zweiten Kammer des Parlaments bis zum 3. Mai 1991 den Wahlkreis Rockdale. Bei der Wahl am 19. März 1988 erlitt die Labour Party eine erhebliche Niederlage, bekam bei 44,02 Prozent nur noch 43 der 109 Sitze und verlor damit 15 Mandate in der Legislativversammlung, während die Liberal Party of Australia unter Nick Greiner 55,96 Prozent und mit 59 Sitzen eine absolute Mehrheit in der Legislative Assembly erzielte. Daraufhin wurde Nick Greiner am 25. März 1988 neuer Premier. Nach der Niederlage legte Unsworth auch seine Funktion als Vorsitzender der Labour Party nieder, die nunmehr Bob Carr übernahm. Unsworth selbst blieb daraufhin bis zum 3. Mai 1991 als Hinterbänkler (Back Bencher) Mitglied der Legislativversammlung.

### Wirtschaftsmanager
Nach seinem Ausscheiden aus dem Parlament übernahm Barrie Unsworth zahlreich Funktionen als Wirtschaftsmanager und engagierte sich zudem in verschiedenen Organisationen. Er war unter anderem in New South Wales von 1995 bis 2003 Vorsitzender des Australia Day Council, ein gemeinnütziges Sozialunternehmen, das sich im Besitz der australischen Regierung befindet und die nationale Koordinierungsstelle für die Auszeichnungen „Australian of the Year“ und den „Australia Day“ ist, sowie zudem zwischen 1995 und 1997 Vorsitzender der NSW WorkCover Authority, eine 1989 gegründete Agentur, die Vorschriften zur Förderung produktiver, gesunder und sicherer Arbeitsplätze für Arbeitnehmer und Arbeitgeber erstellt. Er war von 1997 bis 2002 Vorsitzender des New South Wales Centenary of Federation Committee und damit zuständig für Feierlichkeiten zum 100-jährigen Jubiläum der Gründung des Australischen Bundes am 1. Januar 1901.
Unsworth bekleidete zudem von 2001 bis 2008 die Funktion als Vorstandsvorsitzender des Ambulance Service of New South Wales, eine Agentur des Gesundheitsministeriums und der gesetzliche Anbieter von vorklinischer Notfallversorgung und Rettungsdiensten im Bundesstaat New South Wales. Darüber hinaus fungierte er zwischen 2004 und November 2009 als Vorsitzender der State Transit Authority, eine Agentur der Regierung, die Busdienste in Sydney betreibt. Außerdem war er von 2005 bis 2008 noch Direktor von RailCorp, die ebenfalls als Regierungsagentur über Eisenbahnimmobilien, rollendes Material und Schieneninfrastruktur im Großraum Sydney verfügte, Standorte im Bundesstaat begrenzte und diese Vermögenswerte Sydney Trains und NSW TrainLink für ihren Betrieb zur Verfügung stellte.
Aus der am 13. August 1955 geschlossenen Ehe von Unsworth, der der römisch-katholischen Kirche angehört, mit Pauline Hennessy gingen eine Tochter und drei Söhne hervor.